# 극락조자리 엡실론
극락조자리 엡실론(ε Aps)은 남반구 밤하늘 극락조자리 방향으로 보이는 항성이다. 이 별의 겉보기 등급은 +5.06으로 밤하늘에서 맨눈으로 보일 정도이다. 시차 자료에 따르면 이 별까지의 거리는 약 640광년이다.
분광형은 B3 V로 중심핵에서 수소를 태워 에너지로 바꿔 방출하는, 무거운 B형 주계열성이다. 엡실론별은 태양보다 6배 더 무겁고 반지름은 태양의 4배 정도이다. 밝기는 태양의 약 1,614배 정도이며 최외곽층 대기의 유효 온도는 약 17,050 켈빈이다. 이 정도 온도에서 우리 눈에는 이 별이 청백색 빛을 뿜는 것처럼 보인다.
엡실론별은 맹렬하게 회전하고 있는데 그 속도는 1초에 255킬로미터로 우리 태양의 초당 약 2킬로미터에 비하면 128배나 빠른 속도이다. 엡실론별은 카시오페이아자리 감마형 변광성으로 밝기가 4.99에서 5.04 사이로 변한다.

## 이름
극락조자리의 중국식 명칭은 ‘이작’(異雀, Yì Què, ‘이국적인 새’라는 의미임)이며 이 별자리를 구성하는 대표적인 항성으로는 극락조자리 엡실론, 제타, 요타, 베타, 감마, 델타, 델타1, 에타, 알파가 있다. 엡실론별의 명칭은 ‘이작구’(異雀九, Yì Què jiǔ, 이작의 아홉 번째 별)이다.